# Fort-Liberté
Fort-Liberté (hait. Fòlibète) – miasto w Haiti, stolica Departamentu Północno-Wschodniego. Według danych na rok 2008 liczy 19 547 mieszkańców.